# Пилюгино (Ульяновская область)
Пилю́гино — село в Цильнинском районе Ульяновской области. Входит в состав Анненковского сельского поселения.

## География
Село находится на расстоянии примерно 8 км (по прямой) к юго-западу от села Большое Нагаткино, административного центра района.

### Часовой пояс
Село Пилюгино, как и вся Ульяновская область, находится в часовой зоне МСК+1. Смещение применяемого времени относительно UTC составляет +4:00.

## История
Деревня основана в 1669 году, названа по фамилии основателя Тимофея Пилюгина. В 1902 году была построена Михайловская церковь. В 1913 году в деревне насчитывалось 228 дворов и проживало 1403 жителя, действовала школа. В 1990-е годы работало АО «Пилюгинское». 

## Население
| 2010 |
| ---- |
| 402  |

### Национальный состав
Согласно результатам переписи 2002 года, в национальной структуре населения русские составляли 83 % из 480 чел.

## Известные уроженцы
- Абрамова, Наталья Семёновна (1923—1984) — советский деятель сельского хозяйства, Герой Социалистического Труда.